# Сірка у вугіллі
Сірка у вугіллі — сірка у вигляді різних сполук у великих або менших кількостях міститься у всіх ТГК незалежно від їх природи і ступеня метаморфізму.
При спаленні вугілля виділяються сірчисті сполуки, які кородують обладнання, а також шкідливо діють на довкілля. Сірка коксу погіршує його якість як металургійної сировини, оскільки в домні вона переходить у чавун, придаючи йому крихкість і знижуючи якість сталі, що одержують з нього, оскільки придає їй червоноламкість.
У торфах вміст загальної сірки коливається від 0,5 до 2,5 %, буре українське вугілля містить від 3 до 7 % сірки, підмосковне буре гумусове вугілля — 1,5–7,9 %. У вугіллі Донбасу вміст сірки змінюється від 0,5 до 9,3 %, а в антрацитах від 0,6 до 6,3 %. З урахуванням технологічної переробки для кам'яного вугілля Донбасу прийнято розподіл на 4 групи за сірчистістю.
Сірчистість кам'яного вугілля Донбасу за категоріями (%):
| Номер групи | Назва груп      | %              |
| І           | Малосірчисте    | Від 0,5 до 1,5 |
| ІІ          | Средньосірчисте | Від 1,6 до 2,5 |
| ІІІ         | Сірчисте        | Від 2,6 до 4,0 |
| IV          | Високосірчисте  | Понад 4,0      |

Для розробки методів знесірчення вугілля важливо знати не тільки загальний вміст сірки в ньому, але і вміст різних сірчистих сполук. У твердому паливі розрізнюють сірку органічну Sо, що входить до складу органічної маси палива, сірку сульфідну Sc і піритну Sp, в яку входять сульфіди і бісульфіди металів, сульфатну, яка міститься у вигляді сульфатів металів, і елементну сірку, яка присутня у вугіллі у вільному стані. Сума вказаних різновидів сірки складає загальну сірку St. Показник технічного аналізу — загальна сірка вугілля (St,%) — вказує на сумарний вміст сірки у всіх сполуках, перерахований умовно на елементну сірку (%) у відношенні до вугілля, що аналізується.
Згідно з ГОСТ 8606-93, і ГОСТ 2050-75 прийнято три методи визначення масової частки загальної сірки у вугіллі: гравіметричний, алкаліметрічне і йодометричне титрування.
Гравіметричний метод оснований на поглинанні оксидів сірки, що утворюються при спаленні наважки палива, сумішшю Ешка, яка складається з магнезії і безводної соди, з утворенням сірчанокислих солей магнію і натрію. Солі, що утворилися, розчиняють в гарячій воді і осаджують хлоридом барію в підкисленому соляною кислотою розчині. За кількістю сульфату барію обчислюють масову частку сірки. Міжнародний стандарт ISO 334—1992 не має істотних відмінностей від описаного вище.
Прискорений метод визначення загальної сірки передбачає спалення палива при високій температурі (1250–1350 °С) в струмені повітря або кисню. Сірчисті сполуки, що утворюються при цьому окиснюються перекисом водню до сірчаної кислоти, яка титрується розчином лугу (перший спосіб) або розчином йоду (другий спосіб). Аналогічна методика приводиться в стандарті ISO 351—1996.
За міжнародним стандартом ISO 157—1996 сульфатна сірка визначається ваговим і об'ємним методами. Ваговий метод зводиться до розчинення сульфатів вугілля в соляній кислоті і осадження сульфат-йонів хлористим барієм.
При об'ємному методі визначення сульфатної сірки також розчиняють сульфати вугілля в соляній кислоті, однак кількість сірки знаходять шляхом титрування.
У міжнародному стандарті ISO 157—1996 приведені два методи визначення масової частки піритної сірки у вугіллі.
Метод окиснення оснований на визначенні вмісту заліза, пов'язаного з сіркою у вигляді FeS2, виходячи з того, що при окисненні піриту азотною кислотою утворюються розчинні сульфати, за кількістю яких можна визначити вміст піритної сірки.
Метод відновлення заснований на відновленні піриту воднем до H2S, поглинанні останнього ацетокислим калієм і йодометричному визначенні.
Масову частку органічної сірки визначають за різницею шляхом віднімання з St масової частки сульфатної, піритної і елементної сірки.
Науковий і технічний прогрес істотним чином відбився на методах аналізу. У приладах фірми Leco автоматично визначається вміст сірки у вугіллі, коксі і інших матеріалах за допомогою детектора інфрачервоного випромінювання і електронного мікропроцесора для обробки сигналу детектора. Разовий аналіз вугілля на сірку за допомогою приладів фірми Leco триває до 1-2 хв.
Інститут УкрНДІвуглезбагачення розробив золомір типу ЗАР, який рекомендований для визначення сірчистості вугілля рентгенометричним методом з необхідною для промисловості точністю.